# Nickender Salbei
Der Nickende Salbei (Salvia nutans) ist eine Pflanzenart aus der Gattung Salbei (Salvia) in der Familie der Lippenblütler (Lamiaceae). Die ausdauernde krautige Pflanze ist in Südosteuropa und Osteuropa beheimatet und wird selten als Zierpflanze verwendet.

## Beschreibung

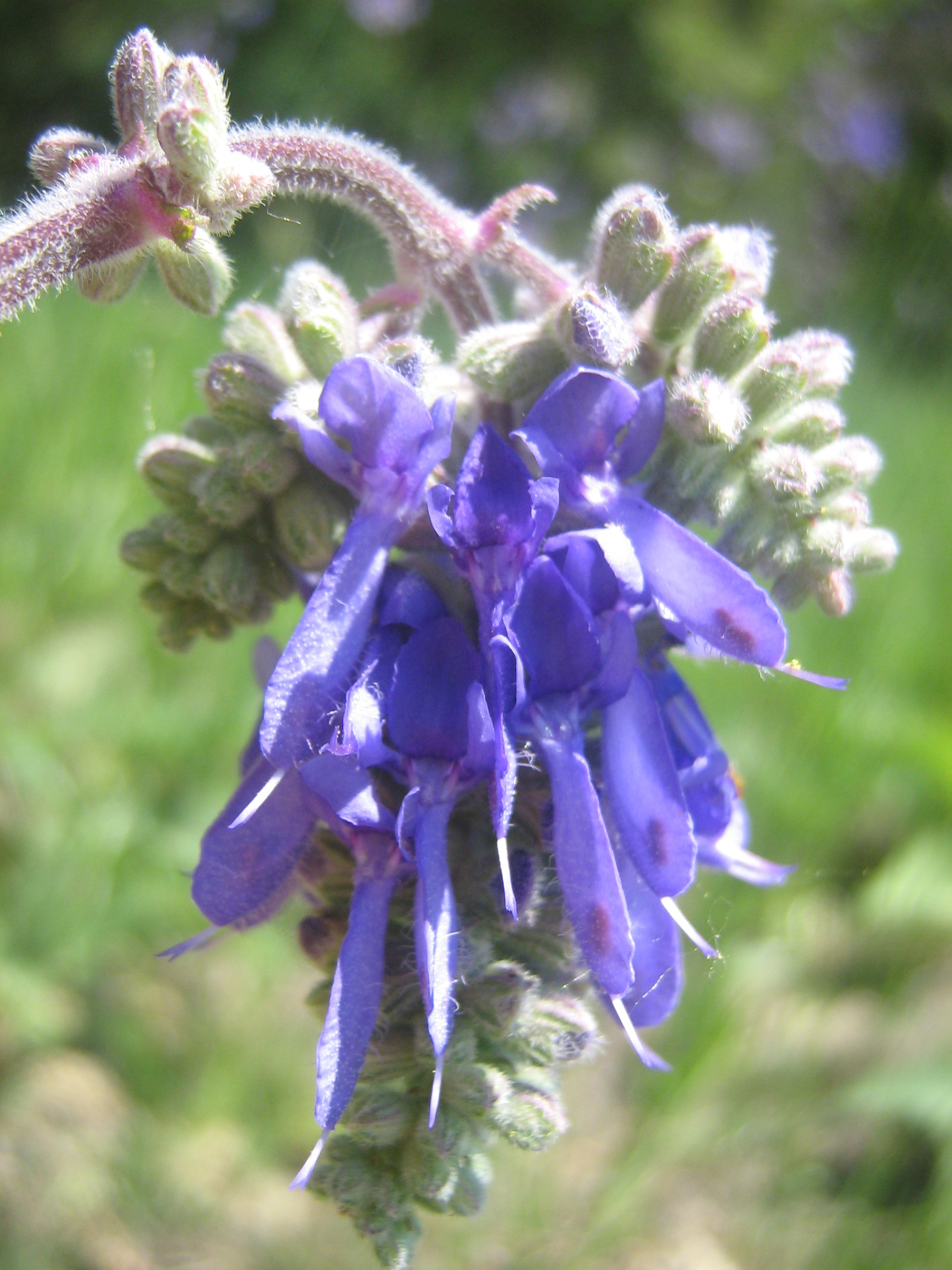
Blütenstand des Nickenden Salbeis

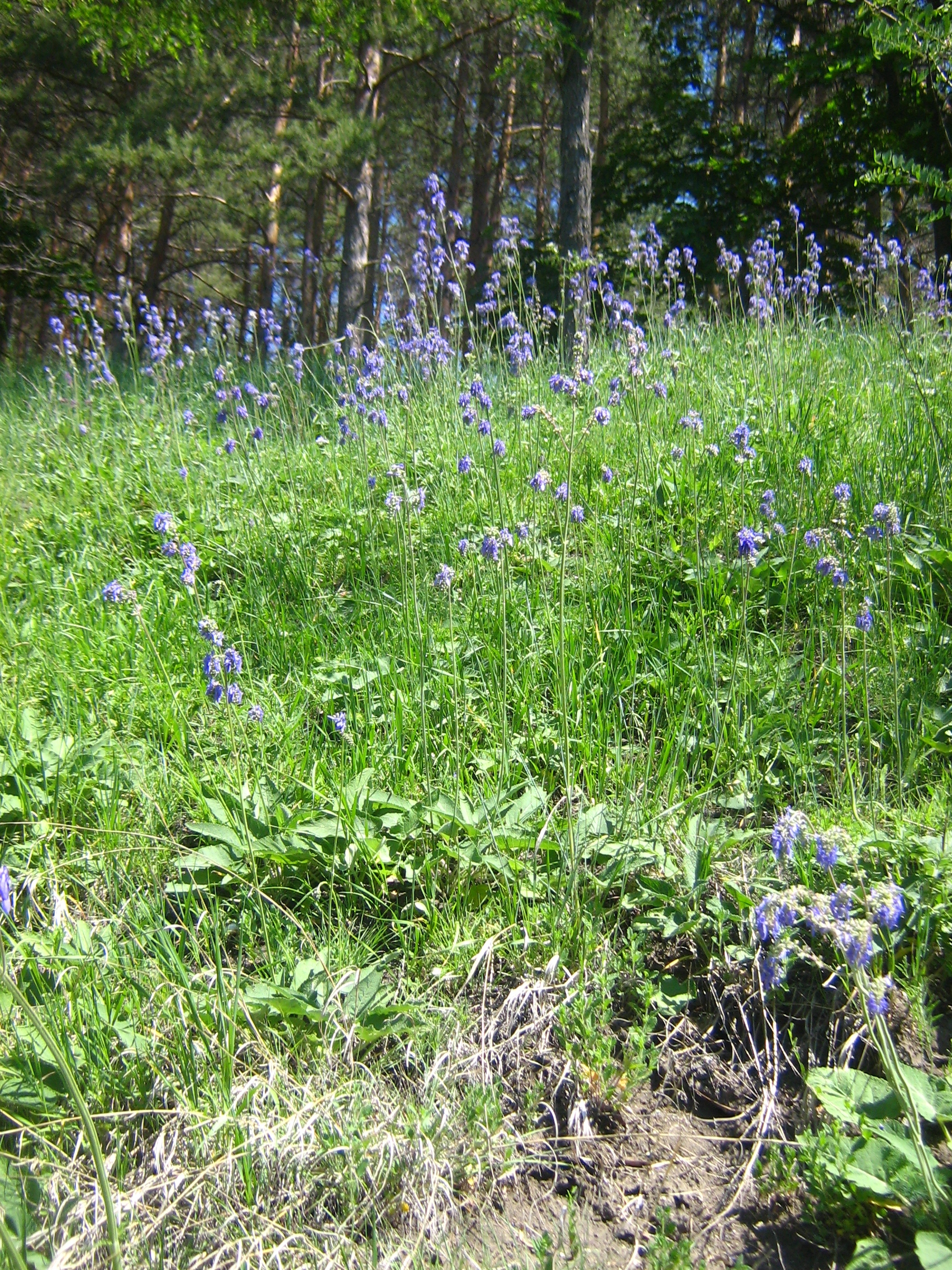
Typisches Habitat des Nickenden Salbeis

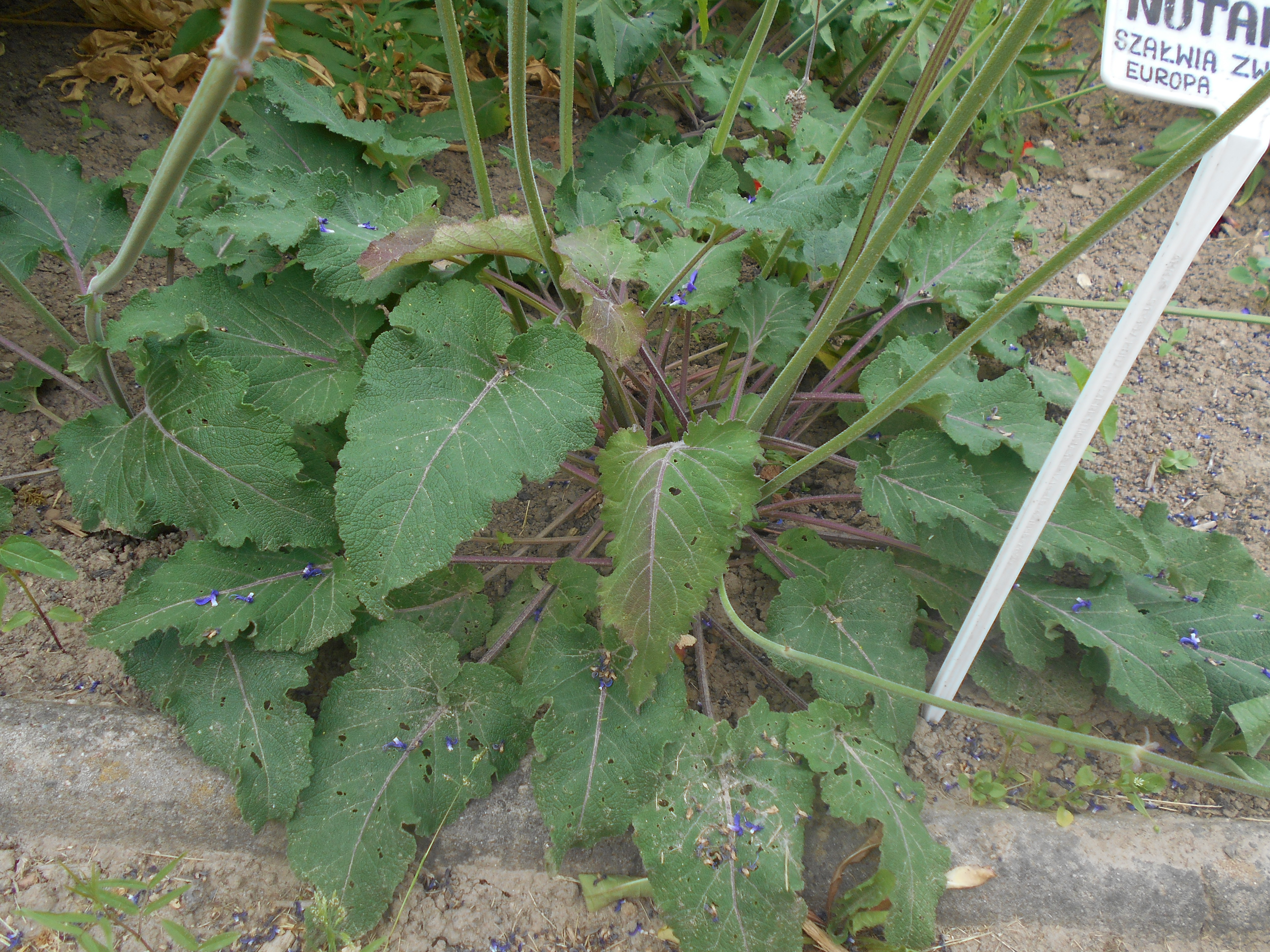
Blattrosette des Nickenden Salbeis

### Vegetative Merkmale
Der Nickende Salbei wächst als ausdauernde krautige Pflanze, die Wuchshöhen von 60 bis 120 Zentimeter erreicht. Die lang gestielten, einfachen, unterseits borstig behaarten, zugespitzten Laubblätter sind eiförmig bis länglich mit herzförmigem Spreitengrund und unregelmäßig gesägtem und gelapptem Spreitenrand. Sie bilden eine lockere Blattrosette, aus der 3 bis 10 aufrechte, kaum verzweigte, 4-kantige, blattlose, abstehend behaarte, drüsenlose Stängel treiben.

### Generative Merkmale
Der endständige, etwa 10 Zentimeter lange Blütenstand ist eine einfache Traube aus sehr dicht stehenden Scheinquirlen von jeweils 4 bis 6 kurz gestielten Blüten mit doppelter Blütenhülle. Die grünen bis braunrot gestreiften Kelchblätter sind 5 bis 8 Millimeter lang und zottig behaart. Die 12 bis 18 Millimeter lange Blütenkrone ist dunkelblau bis violett. Der Blütenstand ist vor und zu Beginn der Blüte nach unten gebogen. Darauf deutet auch der artspezifische Namensteil nutans („nickend“) hin. Die Kronröhre und die nach oben stehende Kronlippe bilden fast einen rechten Winkel. Die nach unten zeigende Kronlippe mit den Staubblättern ist oft zusammengefaltet. Die Blütezeit reicht von Ende Mai bis Ende Juli. Nach der Blüte streckt sich der Blütenstand in die Länge und färbt sich gelblichgrün. Es werden kleine Klausenfrüchte gebildet.

### Chromosomensatz
Die Chromosomenzahl beträgt 2n = 22.

## Ökologie
Ähnlich wie beim Hopfenblütigen Origanum wachsen die Blüten des Nickenden Salbeis scheinbar um 180° gedreht. Verglichen mit anderen Salbeiblüten stehen die Blüten also kopfüber mit den Staubblättern an der unteren Kronlippe. Als bestäubende Insekten treten daher vor allem bauchsammelnde Wildbienen wie Mauerbienen auf. Auch viele andere Hautflügler und Schmetterlinge besuchen die Blüten. Die Raupen einiger Bläulingsarten ernähren sich von den Blättern.

## Vorkommen
Der Nickende Salbei ist von Griechenland und Ostthrakien über Bulgarien, Rumänien, Ungarn, Moldawien, Ukraine, Belarus und westliche Gebiete Russlands bis in den Nordkaukasus verbreitet. Die Pflanze besiedelt im natürlichen Verbreitungsgebiet mäßig trockene eurasische Steppengebiete und sonnige Bergwiesen. In den US-Bundesstaaten Minnesota und New York gilt sie als eingebürgert.

## Verwendung
Der Nickende Salbei wird bisher relativ selten als Zierpflanze in naturnahen Gärten verwendet. Er gilt wegen seiner überhängenden, schwebend und welk aussehenden, tiefblauen  Blütentrauben als eigenartig und interessant. Die Pflanze wächst horstig und gedeiht auf mäßig trockenen bis frischen Freiflächen und Blumenwiesen, aber auch in Staudenrabatten und Steingärten. In naturnahen Steppenpflanzungen lässt sie sich beispielsweise gut mit verschiedenen Laucharten wie dem Kugelköpfigen Lauch oder dem Scharfen Gelb-Lauch kombinieren. Die Pflanze bevorzugt durchlässige, mäßig saure bis alkalische Böden in voller Sonne. Sie ist winterhart bis −29 °C (Zone 5).
Neben der natürlichen Art wird im Handel auch eine Hybride Salvia nutans × nemorosa angeboten, die ebenfalls nickende Blütenstände aufweist, deren sonstiger Habitus aber eher dem Hain-Salbei (Salvia nemorosa) ähnelt.

## Systematik
Die Erstveröffentlichung von Salvia nutans erfolgte 1753 durch Carl von Linné in Species Plantarum, S. 27.
Synonyme sind Salvia pendula Dum.Cours. nom. superfl., Salvia betonicifolia Etl., Salvia hastata Etl., Salvia acutifolia Lam., Salvia pilosa Cav., Salvia grandiflora Hornem. nom. illeg., Salvia cremenecensis Besser, Salvia ruthenica Weinm., Salvia pseudopendula Schur, Salvia nutans subsp. ruthenica (Weinm.) Nyman, Salvia pendula var. betonicifolia (Etl.) Nyman, Salvia cernua Czern. ex Des.-Shost. und Salvia praemontana Klokov.
In Südosteuropa bildet Salvia nutans natürliche Hybriden mit Salvia amplexicaulis. Diese wurden 1942 vom rumänisch-ungarischen Botaniker Erasmus Julius Nyárády unter dem Namen Salvia × cernavodae Nyár. beschrieben. Im östlichen Mitteleuropa hybridisiert Salvia nutans mit Salvia nemorosa. Diese Hybriden wurden 1902 vom ungarischen Botaniker Vincze von Borbás unter dem Namen Salvia × simonkaiana Borbás beschrieben.